# Metylpentynol

Strukturformel för metylpentynol.

Metylpentynol är en kemisk förening med summaformeln C6H10O. Ämnet är lugnande och sömngivande.
Det är narkotikaklassat i Sverige, ingående i förteckning V, vilket innebär att det inte omfattas av internationella narkotikakonventioner.